# ۱۹۷۹

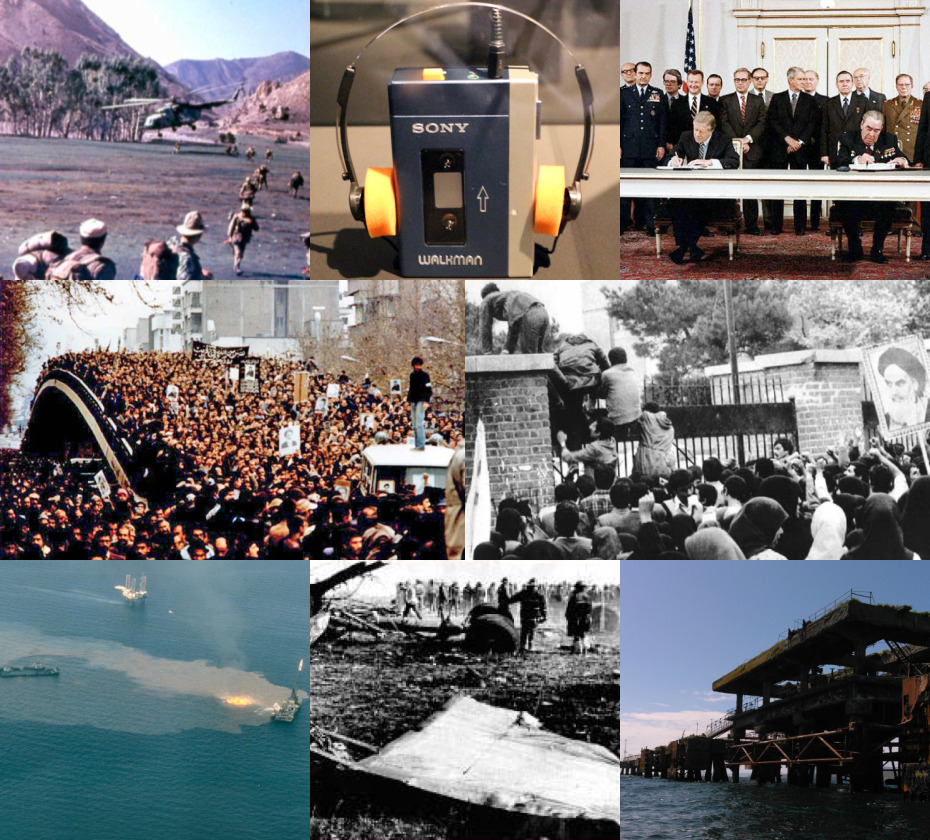

در این صفحه فهرستی از وقایع مهم سال ۱۹۷۹ میلادی ارائه می‌شود.
سال بعد:۱۹۸۰– سال قبل: ۱۹۷۸

## مناسبت‌ها
- کورت والدهایم، دبیر کل سازمان ملل متحد این سال را سال جهانی کودک اعلام کرد.

## رویدادها

### ژانویه
- ۱ ژانویه -
  - آغاز روابط سیاسی آمریکا و چین.
  - قطع روابط دیپلماتیک ایالات متحده آمریکا و تایوان.
- ۷ ژانویه - جنگ کامبوج و ویتنام: ارتش خلق ویتنام و شورشیان کامبوجی تحت حمایت ویتنام، سرنگونی رژیم پل پوت را اعلام کردند.
- ۸ ژانویه - فاجعه جزیره ویدی: انفجار نفتکش فرانسوی در ایرلند با ۵۰ کشته.
- ۱۶ ژانویه - تبعید محمدرضاشاه، شاه ایران و خانواده اش به مصر.
- ۲۲ ژانویه - جنگ اوگاندا و تانزانیا: نبرد موتوکولا: ارتش تانزانیا شهر موتوکولا اوگاندا را تصرف می کند.

### فوریه
- ۱ فوریه - انقلاب ایران: هواداران آیت‌الله خمینی، شهربانی، دادگاه ها و اداره های دولتی را به دست گرفتند. آخرین جلسه مجلس شورای ملی برگزار شد.
- ۱۱ فوریه - انقلاب اسلامی ایران.
- ۱۴ فوریه - مسلمانان تندرو در افغانستان، سفیر آمریکا را ربودند.
- ۱۷ فوریه - آغاز جنگ چین و ویتنام با حمله جمهوری خلق چین به شمال  ویتنام.
- ۱۸ فوریه -  نظام جمهوری اسلامی، روابط دیپلماتیک خود را با اسرائیل قطع کرد.
- ۲۲ فوریه - سنت لوسیا از بریتانیا مستقل شد.

### مارس
- ۱ مارس - همه پرسی تفویض در اسکاتلند و ولز برگزار شد.
  - نمونه اولیه یک دیسک صوتی دیجیتال در یک کنفرانس مطبوعاتی در آیندهوون، هلند به نمایش در آمد.
- ۴ مارس - کاوشگر فضایی وویجر ۱، عکس هایی از حلقه های مشتری را ثبت کرد.
- ۸ مارس - تجمع اعتراضی هزاران زن در تهران در روز جهانی زن ضد حجاب اجباری.
  - کاوشگر فضایی وویجر ۱ با تصاویر ارسالی وجود آتشفشان در "لو" یکی از قمر های مشتری را اثبات می کند.
- ۱۳ مارس - کودتا موفقیت آمیز موریس بیشاپ در گرانادا.
- ۱۴ مارس - برخورد یک بالگرد به کارخانه ای در نزدیکی پکن، ۳۱ کشته و ۲۰۰ زخمی بر جای گذاشت.
- ۱۶ مارس - 
  - پایان جنگ چین و ویتنام.
  - درخواست نماینده دائم آنگولا برای تشکیل جلسه فوری شورای امنیت در مورد اقدامات تجاوزکارانه مداوم آفریقای جنوبی در آنگولا.
- ۱۹ مارس - بنیان‌گذاری شبکه تلویزیونی آمریکایی سی اسپان.
- ۲۶ مارس - امضای پیمان صلح اسرائیل و مصر میان انور سادات، رئیس‌جمهور مصر و مناخیم بگین، نخست وزیر اسرائیل در مراسمی در کاخ سفید.
- ۳۰ مارس - آیری نیو، نماینده محافظه کار مجلس عوام بریتانیا توسط ارتش آزادی بخش ایرلند ترور شد.
- ۳۱ مارس - روز آزادی مالت پس از حضور نظامی ۱۷۹ ساله بریتانیا.

### آوریل
- ۱ آوریل - همه پرسی تعیین نظام در ایران و پیروزی جمهوری اسلامی.
- ۲ آوریل - سیاه زخم سوردلوفسک در یک آزمایشگاه بیولوژیکی شوروی.
- ۴ آوریل - اعدام ذوالفقار علی بوتو، نخست وزیر پاکستان به جرم قتل یک مخالف سیاسی.
- ۶ آوریل - آغاز اعتراضات دانشجویی نپال.
- ۱۰ آوریل - گردباد ویچیتا فالز در تگزاس، ۴۲ کشته بر جای گذاشت.
- ۱۱ آوریل - جنگ اوگاندا و تانزانیا: ارتش تانزانیا، کامپالا، پایتخت اوگاندا را تصرف کرد.
- ۱۳ آوریل - فوران آتشفشان لا سوفریر.
- ۱۴ آوریل - اعتراضات در لیبریا در واکنش به افزایش قیمت برنج، بیش از ۷۰ کشته و ۵۰۰ زخمی بر جای گذاشت.
- ۱۵ آوریل - زمین‌لرزه در مونته‌نگرو جان ۱۳۶ تن را گرفت.
- ۱۷ آوریل - دانش آموزان در آفریقای مرکزی در واکنش به لباس فرم اجباری دست به اعتراض زدند که به کشته شدن حدود ۱۰۰ تن انجامید.
- ۲۲ آوریل - رونمایی از بنای یادبود آلبرت اینشتین در آکادمی ملی علوم واشینگتن دی سی.

### مه
- ۱ مه - اعطای خودمختاری محدود به گرینلند توسط دولت دانمارک.
- ۴ مه - مارگارت تاچر به عنوان اولین نخست وزیر زن بریتانیا گماشته می‌شود.
- ۹ مه - آغاز جنگ داخلی السالوادور.
- ۲۵ مه - 
  - پرواز ۱۹۱ خطوط هوایی آمریکا در شیکاگو سقوط کرد و جان ۲۷۳ تن را گرفت.
  - برای نخستین بار در قانون آمریکا، فردی به نام با صندلی الکتریکی اعدام شد.
  - ایتان پاتز کودک ۶ ساله در آمریکا ربوده شد و به یکی از مشهورترین پرونده های کودک ربایی تمام دوران تبدیل شد.

### ژوئن
- ۲ ژوئن - 
  - سفر ۹ روزه ژان پل دوم به زادگاهش لهستان و نخستین پاپی شد که از یک کشور کمونیستی بازدید می کند.
  - تصویب نخستین لایحه حقوق همجنسگرایان در شورای شهر لس‌آنجلس.
- ۳ ژوئن - نشت چاه نفت ایکستوک ۱ در جنوب خلیج مکزیک، یکی از بزرگترین نشت نفت های غیرعمدی تاریخ.
- ۴ ژوئن - 
  - کودتای نظامی در غنا به رهبری جری راولینگز.
- لغو برگزاری پانزدهمین گردهمایی جهانی پیش آهنگان در ایران.
  - کناره‌گیری جان ورستر از سمت ریاست جمهوری آفریقای جنوبی.
- ۷ ژوئن - نخستین انتخابات مستقیم پارلمان اروپا برگزار شد. این همچنین نخستین انتخابات بین‌المللی در تاریخ است.
- ۱۸ ژوئن - امضای توافقنامه سالت ۲ میان جیمی کارتر و لئونید برژنف در وین.
- ۲۴ ژوئن - بنیانگذاری دادگاه دائمی خلق ها در بولونیا به ابتکار سناتور للیو باسو.

### دسامبر
- ۲۵ دسامبر - تجاوز ارتش سرخ شوروی به افغانستان.

## زادروزها
- ۴ آوریل - هیث لجر، بازیگر و کارگردان.

- ۸ ژانویه - استیپ پلتیکوسا، بازیکن فوتبال اهل کرواسی
- ۱۲ ژانویه – دیوید زابریکسی، دوچرخه‌سوار اهل ایالات متحده آمریکا
- ۲۴ ژانویه - تاتیانا علی، بازیگر و خواننده آمریکایی
- ۸ فوریه - مارتین رولندز، بازیکن فوتبال ایرلندی

- ۱۱ فوریه - برندی نروود، خواننده-ترانه‌سرا، رقاص، آهنگساز، موسیقی‌دان، بازیگر، و خواننده آمریکایی
- ۱۱فوریه - غلام رسول پلوی امیرآبادی، روانشناس ایرانی
- ۱۲ مارس - پیت دوهرتی، خواننده، گیتاریست، و شاعر انگلیسی
- ۱۸ مارس - آدام لوین، خواننده، موسیقی‌دان، بازیگر، گیتاریست، و خواننده-ترانه‌سرا آمریکایی
- ۱۹ مارس - هدایت ترک‌اوغلو، بازیکن بسکتبال و ورزشکار اهل ترکیه
- ۳۰ مارس – آدریانا لاسترا، سیاستمدار اهل اسپانیا
- ۲ آوریل - جسی کرمیچیئل، موسیقی‌دان و خواننده آمریکایی
- ۲۱ آوریل - جیمز مک‌آووی، بازیگر بریتانیایی
- ۲۸ آوریل - بهرام رادان، بازیگر ایرانی
- ۵ مه - وینسنت کارتیسر، بازیگر آمریکایی
- ۱۰ مه - لی هیوری، بازیگر و خواننده اهل کره جنوبی
- ۱۸ مه - ماریوش لونداوفسکی، بازیکن فوتبال و ورزشکار لهستانی
- ۱۹ مه - دیگو فورلان، بازیکن فوتبال اروگوئه ای
- ۲۲ مه - مگی کیو، بازیگر و مدل آمریکایی
- ۲۸ مه - جس بردفورد، بازیگر آمریکایی
- ۵ ژوئن - پت ونتز، خواننده آمریکایی
- ۹ ژوئن - امیلی لوا، بازیکن تنیس فرانسوی
- ۱۴ ژوئن - پارادورن سریچاپان، بازیکن تنیس تایلندی
- ۲۱ ژوئن - کریس پرت، بازیگر آمریکایی
- ۲۲ ژوئن - ساندرا کدوسل، بازیکن تنیس آلمانی
- ۲۵ ژوئن - باسی فیلیپ، فیلمنامه‌نویس و بازیگر آمریکایی
- ۲۶ ژوئن - رایان تدر، خواننده-ترانه‌سرا، تهیه‌کننده موسیقی، ترانه‌سرا، پیانیست، موسیقی‌دان، و خواننده آمریکایی
- ۱۵ ژوئیه - تراویس فیمل، بازیگر و مدل پیشین استرالیایی
- ۱۷ ژوئیه - مایک فوگل، بازیگر آمریکایی
- ۸ اوت - آزومی کاواشیما، بازیگر پورنوگرافی ژاپنی
- ۳ سپتامبر - ژولیو سزار، بازیکن فوتبال برزیلی
- ۸ سپتامبر - پینک (خواننده)، خواننده-ترانه‌سرا، موسیقی‌دان، بازیگر، خواننده، و آهنگساز آمریکایی
- ۱۸ سپتامبر - الیسون لومن، هنرپیشه آمریکایی
- ۲۴ سپتامبر – ژینورا الکان، کارگردان و تهیه‌کنندهٔ فیلم اهل ایتالیا
- ۲۷ سپتامبر - شینجی اونو، بازیکن فوتبال ژاپنی
- ۲ اکتبر - بریانا براون، بازیگر آمریکایی
- ۴ اکتبر - راشل لی کوک، بازیگر آمریکایی
- ۶ اکتبر - ساره بیات، بازیگر ایرانی
- ۱۵ اکتبر - جسی ولاسکوئز، خواننده آمریکایی
- ۱۶ اکتبر - ارین براون، بازیگر و بازیگر پورنوگرافی آمریکایی
- ۱۸ اکتبر - نی-یو، خواننده آمریکایی
- ۴ نوامبر - آدری هالندر، بازیگر و بازیگر پورنوگرافی آمریکایی
- ۱۳ نوامبر - متا ورلد پیس، بازیکن بسکتبال و ورزشکار آمریکایی
- ۲ دسامبر - سبینه بابایوا، خواننده اهل جمهوری آذربایجان
- ۱۱ دسامبر - رایدر آگوست، فیلمنامه‌نویس، بازیگر، و کارگردان آمریکایی
- ۱۴ دسامبر - مایکل اوون، بازیکن فوتبال بریتانیایی
- ۱۵ دسامبر - آدام برودی، تهیه‌کننده و بازیگر آمریکایی

## درگذشتگان
فوریه
- ۱۲ فوریه - ژان رنوار، تهیه‌کننده، فیلمنامه‌نویس، بازیگر، و کارگردان فرانسوی (ز. ۱۸۹۴)
- ۱۶ فوریه - رضا ناجی (سرلشکر) : فرمانده نظامی اصفهان در دوره محمد رضاشاه پهلوی.
- ۱۷ فوریه - ویلیام گارگان، بازیگر آمریکایی (ز. ۱۹۰۵)

مارس
- ۱۹ مارس - ریچارد بکینسیل، بازیگر بریتانیایی (ز. ۱۹۴۷)
- ۲۲ مارس - بن لیون، تهیه‌کننده و بازیگر آمریکایی (ز. ۱۹۰۱)
- ۲۴ مارس - ایوون میچل، بازیگر بریتانیایی (ز. ۱۹۱۵)
- ۲۶ مارس - جین استافورد، نویسنده آمریکایی (ز. ۱۹۱۵)

آوریل
- ۷ آوریل - امیرعباس هویدا، یکی از نخست‌وزیران ایران در زمان محمدرضاشاه پهلوی
- ۱۰ آوریل - نینو روتا، آهنگساز ایتالیایی (ز. ۱۹۱۱)
- ۱۳ آوریل - عبدالله ریاضی رئیس مجلس شورای ملی و استاد دانشگاه تهران
- ۲۴ آوریل - جان کرول (هنرپیشه)، بازیگر آمریکایی (ز. ۱۹۰۶)

مه
- ۲ مه - جولیو ناتا، شیمی‌دان و مهندس ایتالیایی (ز. ۱۹۰۳)
- ۶ مه - میلتون ایجر، آهنگساز آمریکایی (ز. ۱۸۹۳)
- ۷ مه - جواد سعید، واپسین رئیس مجلس شورای ملی سیاستمدار ایرانی در دوران حکومت پهلوی
- ۲۲ مه - کورت جوس، طراح رقص و هنرمند آلمانی (ز. ۱۹۰۱)
- ۲۹ مه - مری پیکفورد، تهیه‌کننده، فیلمنامه‌نویس، بازیگر، و کارگردان آمریکایی (ز. ۱۸۹۲)

ژوئن
- ۲ ژوئن - جیم هوتن، بازیگر آمریکایی (ز. ۱۹۳۴)
- ۶ ژوئن - جک هالی، بازیگر، خواننده، و فیلمنامه‌نویس آمریکایی (ز. ۱۸۹۸)
- ۱۶ ژوئن - نیکلاس ری، کارگردان آمریکایی (ز. ۱۹۱۱)
- ۲۹ ژوئن - لوول جورج، موسیقی‌دان و خواننده آمریکایی (ز. ۱۹۴۵)

ژوئیه
- ۲۲ ژوئیه - ساندور کوچیس، بازیکن فوتبال اهل مجارستان (ز. ۱۹۲۹)

اوت
- ۳ اوت - برتیل اوهلین، اقتصاددان و سیاستمدار سوئدی (ز. ۱۸۹۹)
- ۱۶ اوت - جان دیفن‌بیکر، سیاستمدار، وکیل، و دیپلمات کانادایی (ز. ۱۸۹۵)
- ۱۷ اوت - ویویان ونس، بازیگر و خواننده آمریکایی (ز. ۱۹۰۹)
- ۲۱ اوت - استارت هایسلر، کارگردان آمریکایی (ز. ۱۸۹۶)
- ۲۲ اوت - جیمز تی. فارل، نویسنده آمریکایی (ز. ۱۹۰۴)
- ۳۱ اوت - سالی رند، بازیگر آمریکایی (ز. ۱۹۰۴)

سپتامبر
- ۱ سپتامبر - دوریس کنیون، بازیگر و خواننده آمریکایی (ز. ۱۸۹۷)
- ۱۰ سپتامبر - آگوستینیو نتو، سیاستمدار و شاعر آنگولایی (ز. ۱۹۲۲)
- ۱۴ سپتامبر - نورمحمد ترکی، سیاستمدار و شاعر افغان (ز. ۱۹۱۷)
- ۲۲ سپتامبر - ابوالاعلی مودودی، فیلسوف، الهی‌دان، و سیاستمدار هندی (ز. ۱۹۰۳)
- ۲۸ سپتامبر - جان هربرت چپمن، فیزیک‌دان کانادایی (ز. ۱۹۲۱)

اکتبر
- ۶ اکتبر - الیزابت بیشاپ، شاعر و نویسنده آمریکایی (ز. ۱۹۱۱)

نوامبر
- ۲۳ نوامبر - مرل اوبرون، بازیگر بریتانیایی (ز. ۱۹۱۱)
- ۲۹ نوامبر - زپو مارکس، بازیگر آمریکایی (ز. ۱۹۰۱)

دسامبر
- ۱۰ دسامبر - آن دواراک، بازیگر آمریکایی (ز. ۱۹۱۱)
- ۱۳ دسامبر - جاون هال (هنرپیشه)، بازیگر آمریکایی (ز. ۱۹۱۵)
- ۱۵ دسامبر - اتل لاکی، ورزشکار آمریکایی (ز. ۱۹۰۷)
- ۲۲ دسامبر - داریل اف. زانوک، فیلمنامه‌نویس و تهیه‌کننده آمریکایی (ز. ۱۹۰۲)
- ۲۷ دسامبر - حفیظ‌الله امین، سیاستمدار افغان (ز. ۱۹۲۹)
- ۳۰ دسامبر - ریچارد راجرز (آهنگساز)، آهنگساز آمریکایی (ز. ۱۹۰۲)